# Hood Canal

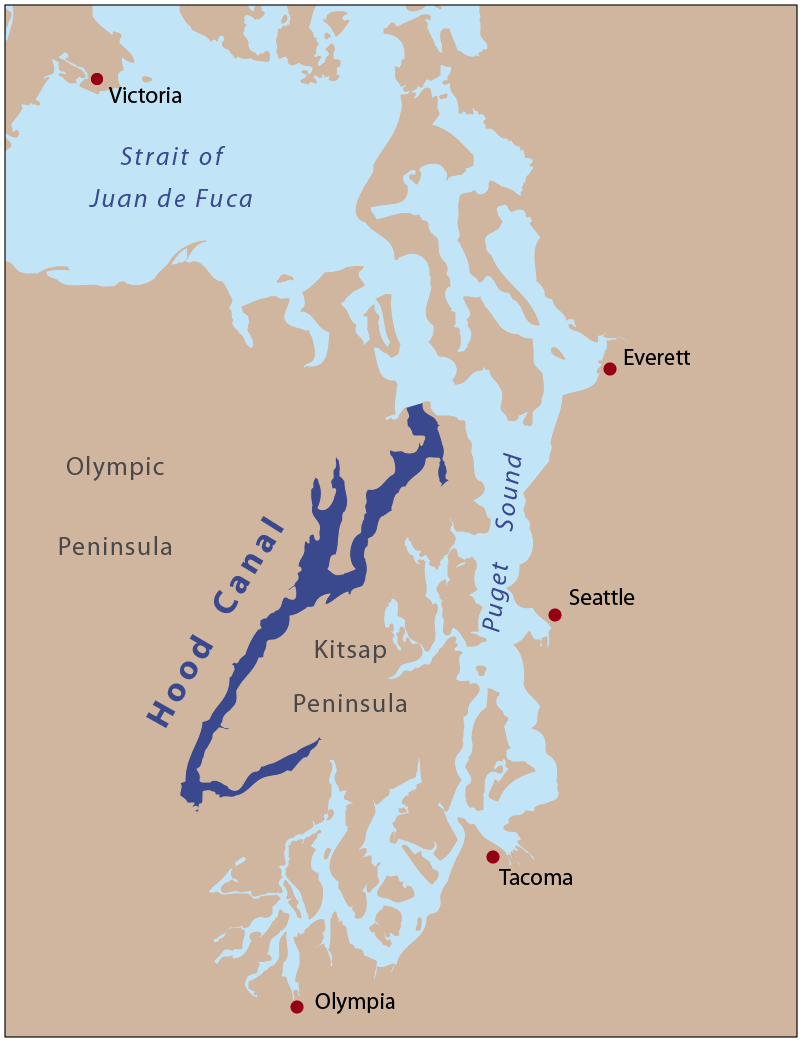
Übersichtskarte

Der Hood Canal befindet sich im US-Bundesstaat Washington, westlich der Großstadt Seattle und ist ein fjordartiger Seitenarm des Puget Sound, der die Kitsap-Halbinsel von der Olympic-Halbinsel trennt.

## Geographie
Der Hood Canal liegt anteilig im Kitsap County, im Mason County und im Jefferson County. Er beginnt bei Port Gamble zwischen Foulweather Bluff und Tala Point. Der 112 km lange Hood Canal ist durchschnittlich nur 2,4 km breit und 53,8 m tief. Er hat eine 342 km lange Uferlinie, eine Wasseroberfläche von 385 km² und entlang seiner Ufer über 42 km² Wattland. Er hat mehrere Buchten – deren größte ist die Dabob Bay im nördlichen Teil des Hood Canal, die durch die Toandos-Halbinsel von ihm getrennt ist. Der Hood Canal verläuft über 80 km südwestlich bis Union, wo er am „Great Bend“ genannten Abschnitt scharf nach Nordosten biegt. Der Hood Canal verläuft noch 24 km bis Belfair, wo er in einem flachen, Lynch Cove genannten Wattgebiet endet. Der Tidenhub im Hood Canal beträgt bis zu 5,5 Meter.
 Von der Olympic-Halbinsel fließen der Skokomish River, der Hamma Hamma River, der Duckabush River, der Dosewallips River und der Big Quilcene River in den Hood Canal, von der Kitsap-Halbinsel nur kleinere Flüsse wie der Union River, der Tahuya River und der Dewatto River.

## Geschichte

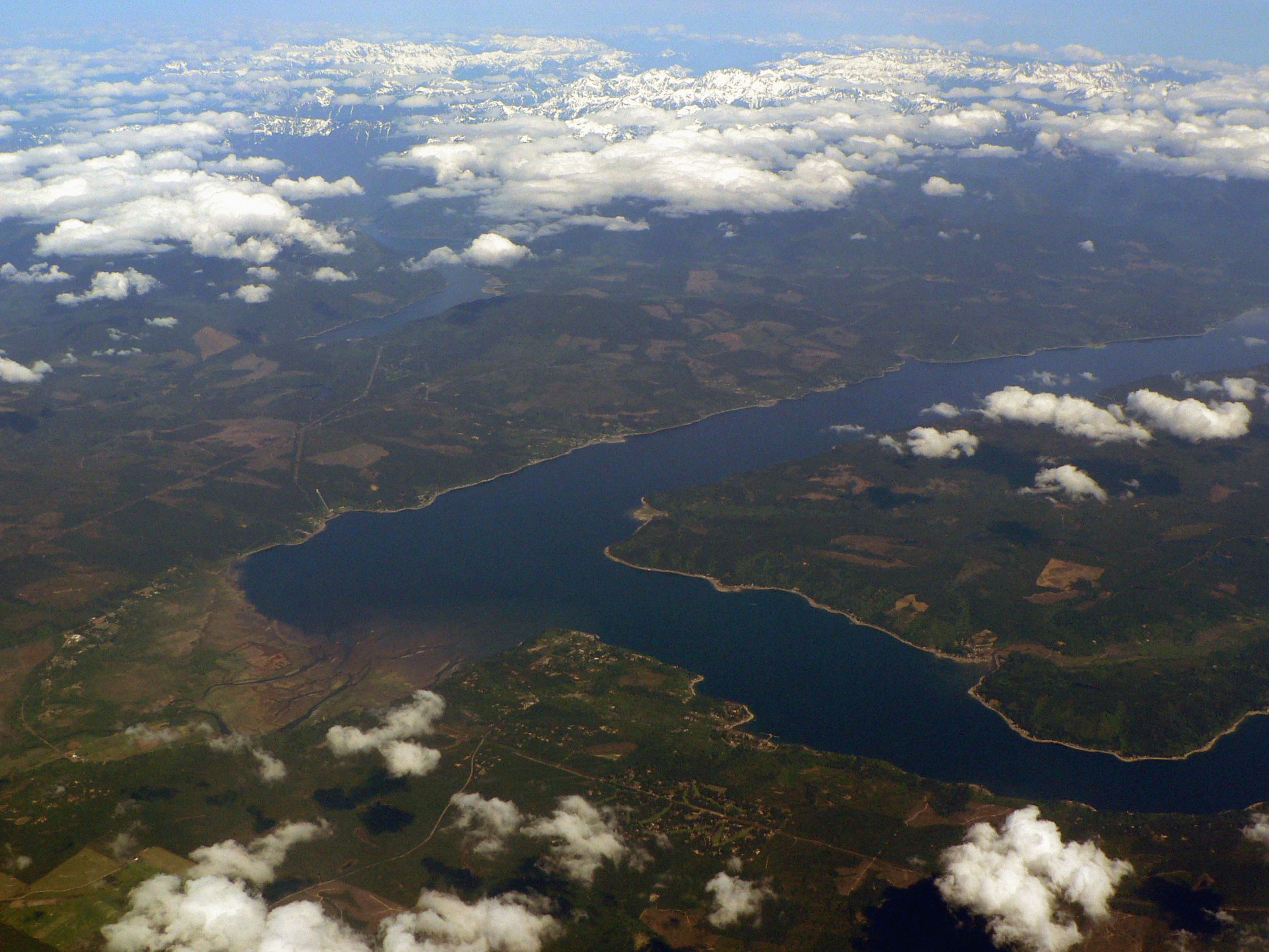
Great Bend des Hood Canal

Der Hood Canal entstand wie der Puget Sound vor etwa 13.000 Jahren während der letzten Eiszeit. Die Twana nannten ihn Twana's Saltwater. Seinen heutigen Namen erhielt er am 13. Mai 1792 von George Vancouver zu Ehren des britischen Admirals Samuel Hood. Schon Vancouver verwendete auch die Bezeichnung Hood Channel, bis das United States Board of Geographic Names 1932 den Namen Hood Canal als offiziellen Namen festlegte.

## Anlagen und Bauwerke
Die Verkehrserschließung des Hinterlandes am Hood Canal erfolgte zunächst auf dem Wasserweg.
Entlang des Westufers führt als zentrale Erschließungsstraße der U.S. Highway 101 entlang.
Am Ostufer befindet sich bei Bangor die Marinebasis Naval Base Kitsap.

### Hood Canal Bridge
Am nördlichen Ende überquert die Hood Canal Bridge, die mit 1988 m Länge drittlängste Schwimmbrücke der Welt, den Fjord und verbindet die Kitsap mit der Olympic-Halbinsel. Offiziell heißt die 1961 eröffnete Brücke William A. Bugge Bridge, benannt nach William A. Bugge, der Direktor des Department of Highways war als die Brücke gebaut wurde. Dennoch wird die Brücke allgemein nur Hood Canal Bridge genannt. Die Washington State Road 104 führt über die Brücke, die mit einer als Schubbrücke konstruierten Öffnung versehen ist, um Schiffen den Zugang zur Kitsap Naval Base zu ermöglichen. Schon während der Errichtung wurde die Konstruktion als Schwimmbrücke kritisiert. Am 13. Februar 1979 sank während eines Sturms mit Windböen bis zu 193 km/h die westliche Hälfte des Schwimmkörpers. Weil die Brücke wegen des Sturms gesperrt war, gab es keine Toten oder Verletzten. Der fehlende Teil wurde wieder aufgebaut 25. Oktober 1982 wurde die erneuerte Brücke wieder eröffnet. Die östlichen Brückenhälfte wurde 2009 ersetzt.

### Parks und Schutzgebiete
Entlang des Hood Canals liegen die State Parks Belfair, Twanoh, Potlatch, Triton Cove, Scenic Beach, Dosewallips, Kitsap Memorial und Shine Tidelands.